# Ballina Airport
Ballina Airport is een kleine luchthaven nabij de Australische plaats Ballina. Ze bedient 68 directe vluchten per week naar steden zoals Sydney, Dubbo, Melbourne, Canberra en Newcastle en biedt zo verbindingen naar de grotere steden in New South Wales en Victoria
De luchthaven van Ballina verschaft toegang tot steden en regio's in het oosten van Australië zoals Byron Bay, Lennox Head, Lismore, the Clarence Valley, Nimbin en Alstonville.
Het vliegveld huisvest verder een sportvliegtuigvereniging, de Ballina Aero club, er is een helicopterbedrijf gevestigd dat toeristische vluchten uitvoert en brandblusvluchten, er is een onderhoudsbedrijf voor vliegtuigen gevestigd en een bedrijf dat lokale vluchten uitvoert.

## Luchtvaartmaatschappijen en bestemmingen
- Qantas
- Jetstar Airways (Melbourne, Sydney)
- Regional Express (Sydney)
- Virgin Blue (Sydney)